# Давидов град
31° 46′ 25″ N 35° 14′ 08″ E / 31.77361° С; 35.23556° И
Давидов град је археолошко налазиште у старом Јерусалиму из периода пре вавилонског ропства. Налази се испод јужних градских зидина старог Јерусалима. Остаци града укључују подземни водени тунел и базен са резервоаром за воду које је изградио краљ Језекија. Неки археолози верују да велика камена структура пронађена на овом месту, која датира из деветог века пре нове ере, можда представља палату краља Давида.